# Ui (gruppo musicale)
Ui è una band statunitense post-rock formatasi a New York nel 1990 dal bassista Sasha Frere-Jones (precedentemente membro dei Dolores e probabilmente meglio conosciuto come giornalista piuttosto che come musicista), e dal batterista Clem Waldmann. I due composero numerosi pezzi occasionalmente anche con il bassista Alex Wright e il percussionista David Weeks, per poi rimpiazzarli definitivamente con il bassista Wilbo Wright nel 1991.

## Formazione
- Erik Sanko – basso elettrico
- Wilbo Wright – basso elettrico, sintetizzatore
- Clem Waldmann – batteria
- Sasha Frere-Jones – basso elettrico, chitarra, sintetizzatore

## Discografia

### Album in studio
- 1995 – Unlike
- 1996 – Sidelong
- 1998 – Lifelike
- 2003 – Answers

### Raccolte
- 1998 – The 2-Sided EP/The Sharpie (1993-1995)

### EP
- 1993 – 2-Sided EP
- 1996 – The Sharpie EP
- 1999 – The Iron Apple